# Klageweib

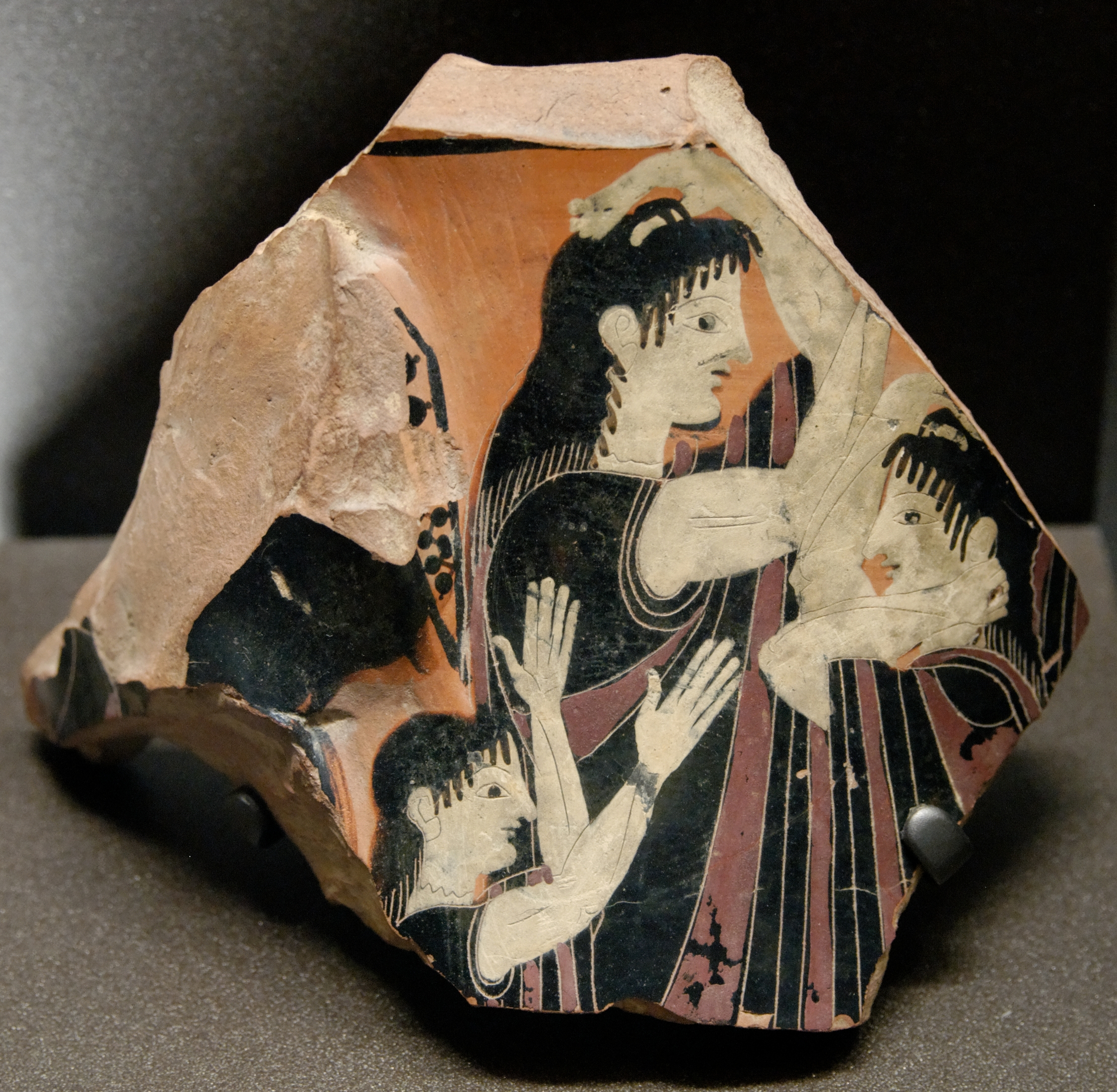
Klageweiber auf einem Fragment einer Keramik aus Attika

Als Klageweib wird eine Frau bezeichnet, die gewerbsmäßig die rituelle Totenklage gegen Honorar ausübt. 
Klageweiber gab es in orientalischen, altägyptischen und seltener auch in griechischen und römischen Trauerbräuchen, hier vor allem seit der hellenistischen Zeit bei Bestattungen wohlhabender Verstorbener. Die Totenklage blieb aber im Allgemeinen Sache der weiblichen Angehörigen. Klageweiber gibt es auch heute noch vereinzelt in verschiedenen Kulturkreisen wie zum Beispiel in Montenegro (Narikača) oder in Asien.

## Definition

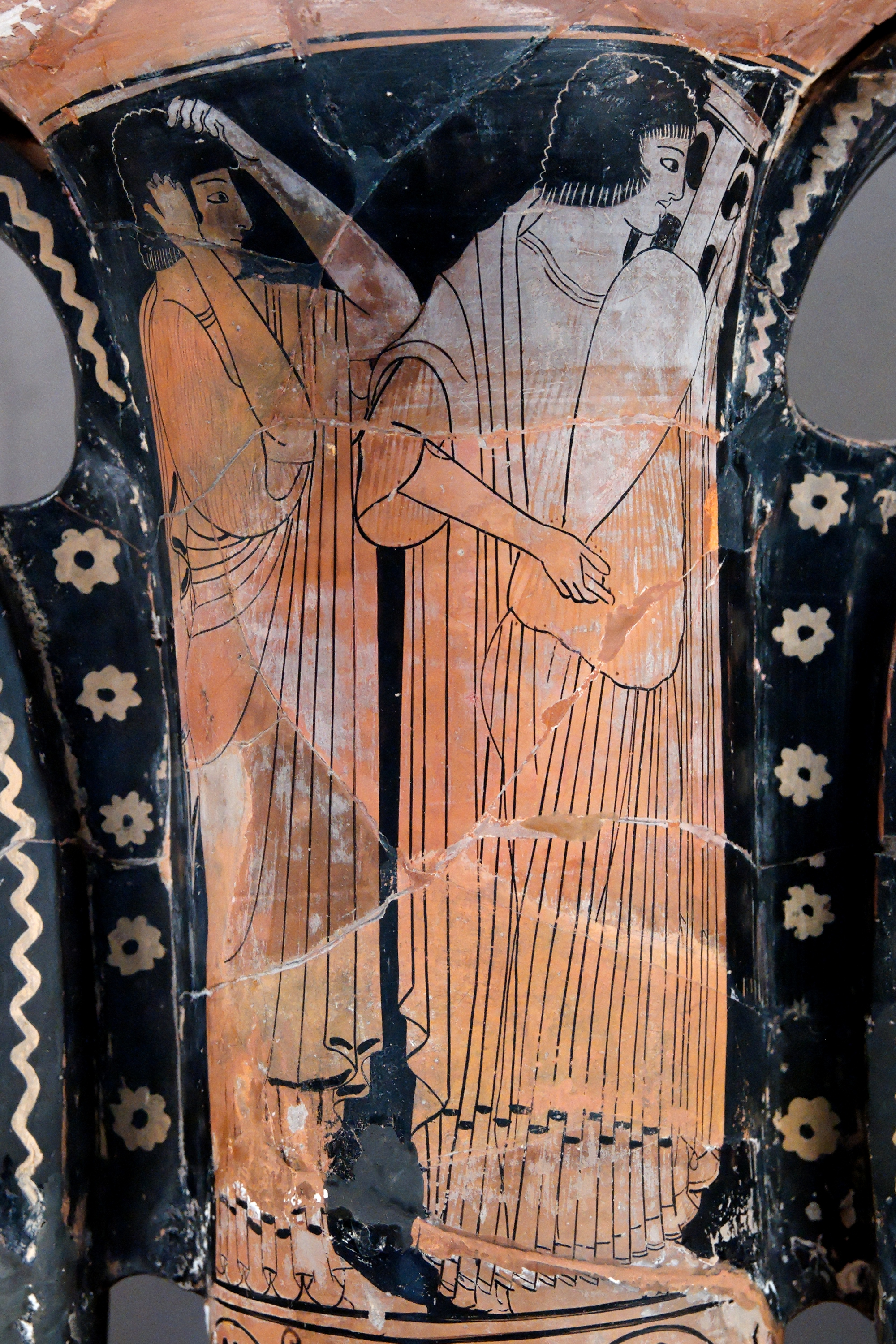
Klageszene auf einem Keramikfragment aus Attika

Ernst Götzinger definierte 1885: 

„alte, mancherorts noch bestehende Name der bei den alten Völkern allgemein verbreiteten Totenklagen, eigentlich Wehgeschrei über den Toten, dann Wehklage mit wohlgesetzter Rede und gewissen Gebärden, wozu die Verwandten helfen mussten. Als Attribute solcher Totenklage erscheint oft sich selbst Raufen und Schlagen der Brust, auch Abreissen der Kleider. Später pflegte man diesen lästigen zeremoniellen Vorgang bestellten und bezahlten Klageweibern zu überlassen. Hildebrand in Grimms Wörterb.“

 In der Kulturwissenschaft und der Psychoanalyse zählt dieses Verhalten zum Bereich der Interpassivität.

## Klageweiber im Alten Ägypten
Im Alten Ägypten machten Klageweiber, die gegen Naturalien, später gegen Geld, bei Trauerfeiern den Festumzug begleiteten und dabei bewusst durch lautes Klagen und Zetern, aber auch durch Gesang und Tanz auf den Tod des zu Bestattenden aufmerksam. Klageweiber sind seit dem Alten Reich belegt. Klagefrauen konnten regelrecht „gemietet“ werden, wobei die Anzahl an Klagefrauen Auskunft über das Vermögen der trauernden Familie geben konnte. Zum Festumzug trugen sie schlichte, weiße Kleider und keinerlei Schmuck. Ihre Handlungen bestanden im Schlagen mit den Händen auf ihre meist entblößten Oberkörper und im Sich-bewerfen mit Asche. Auch rauften sie sich die Haare. Dabei heulten sie nicht nur, sondern rezitierten verschiedenste Gebete und Klagelieder. Angeführt wurden die Klageprozessionen von Priesterinnen, welche die symbolische Rolle von Isis und Nephthys übernahmen.

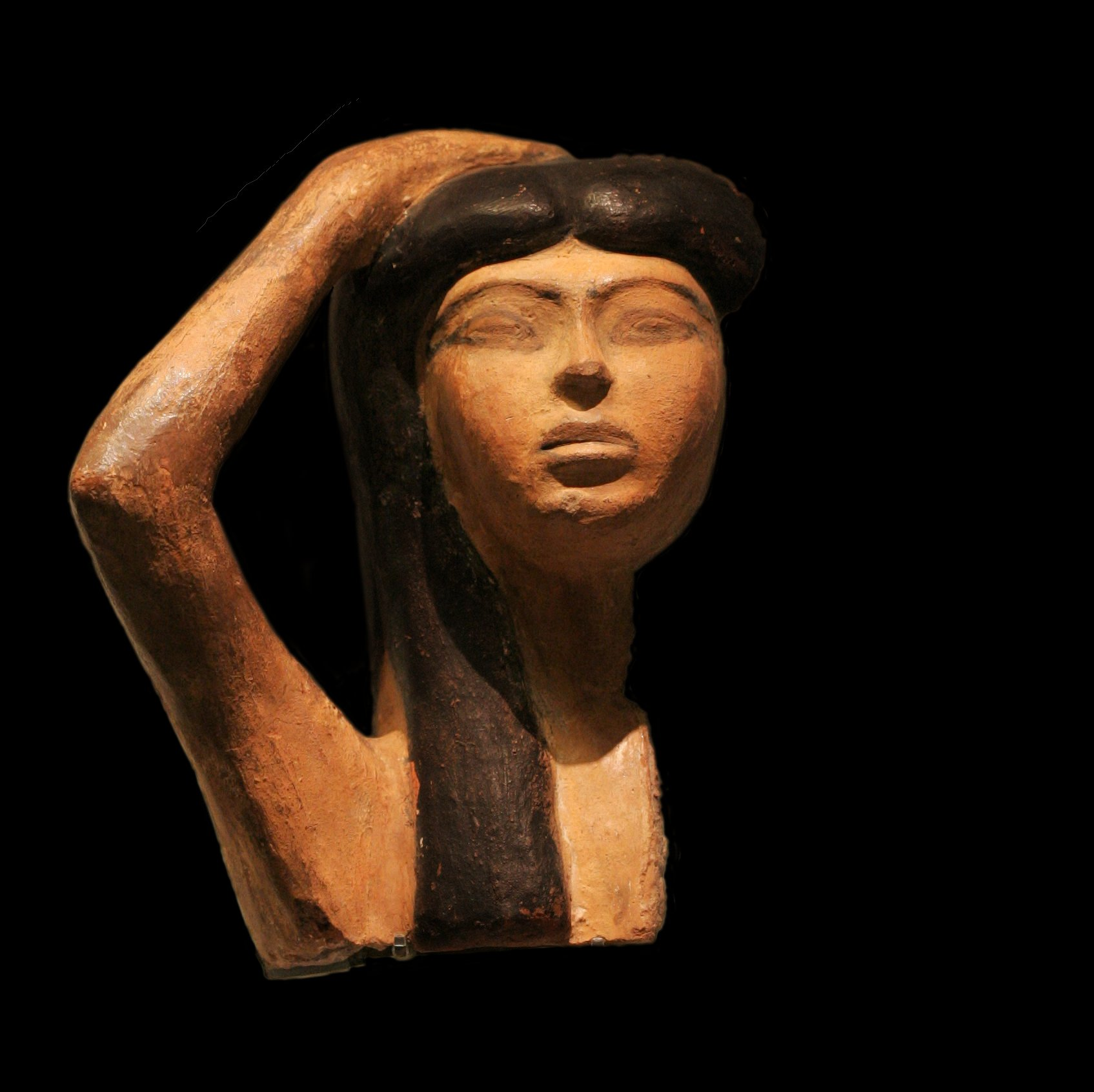
Trauernde Frau (bemalte Statue, Ägypten 18. Dynastie, vermutlich Isis, die um Osiris trauert)
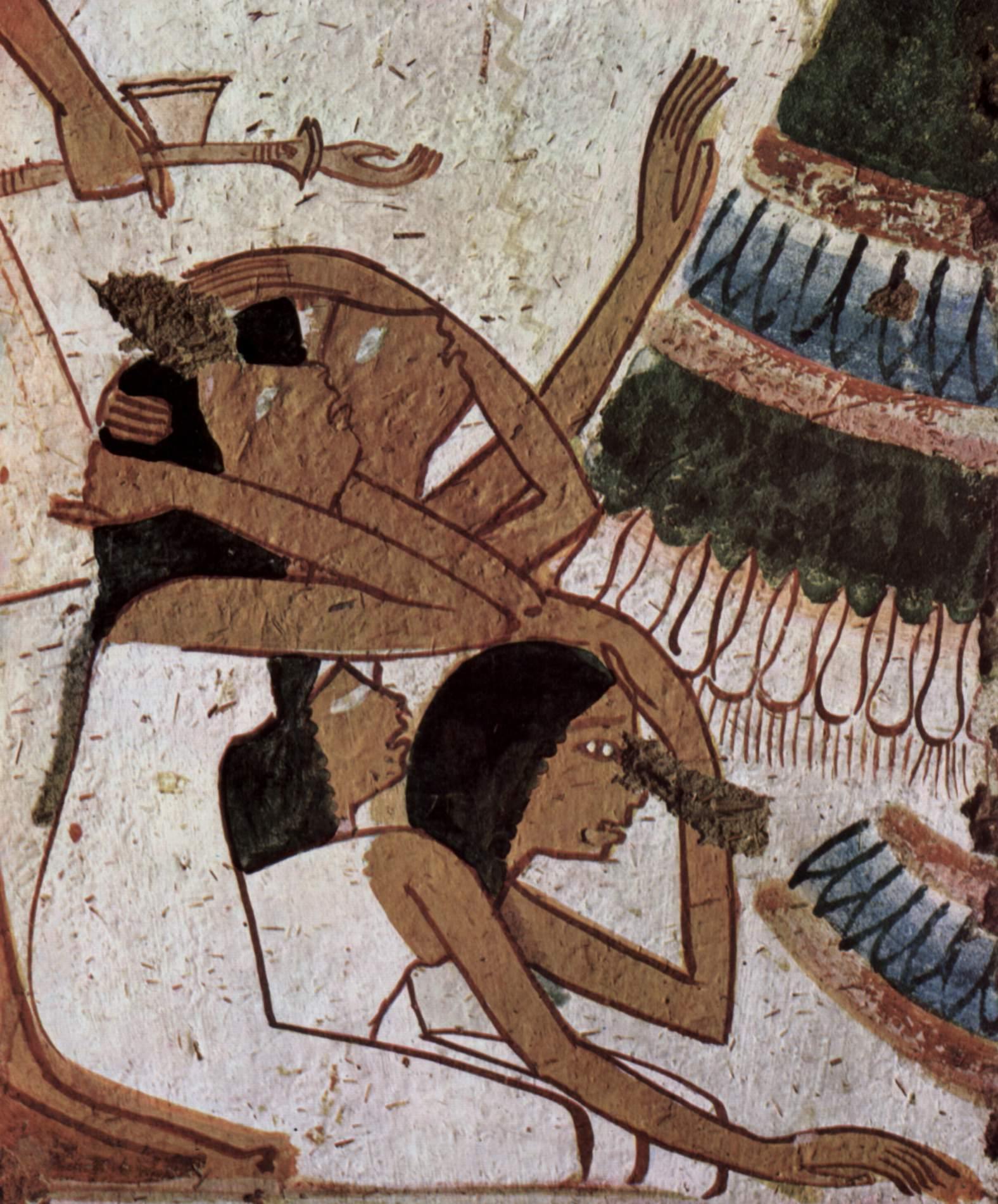
Grab des Userhet
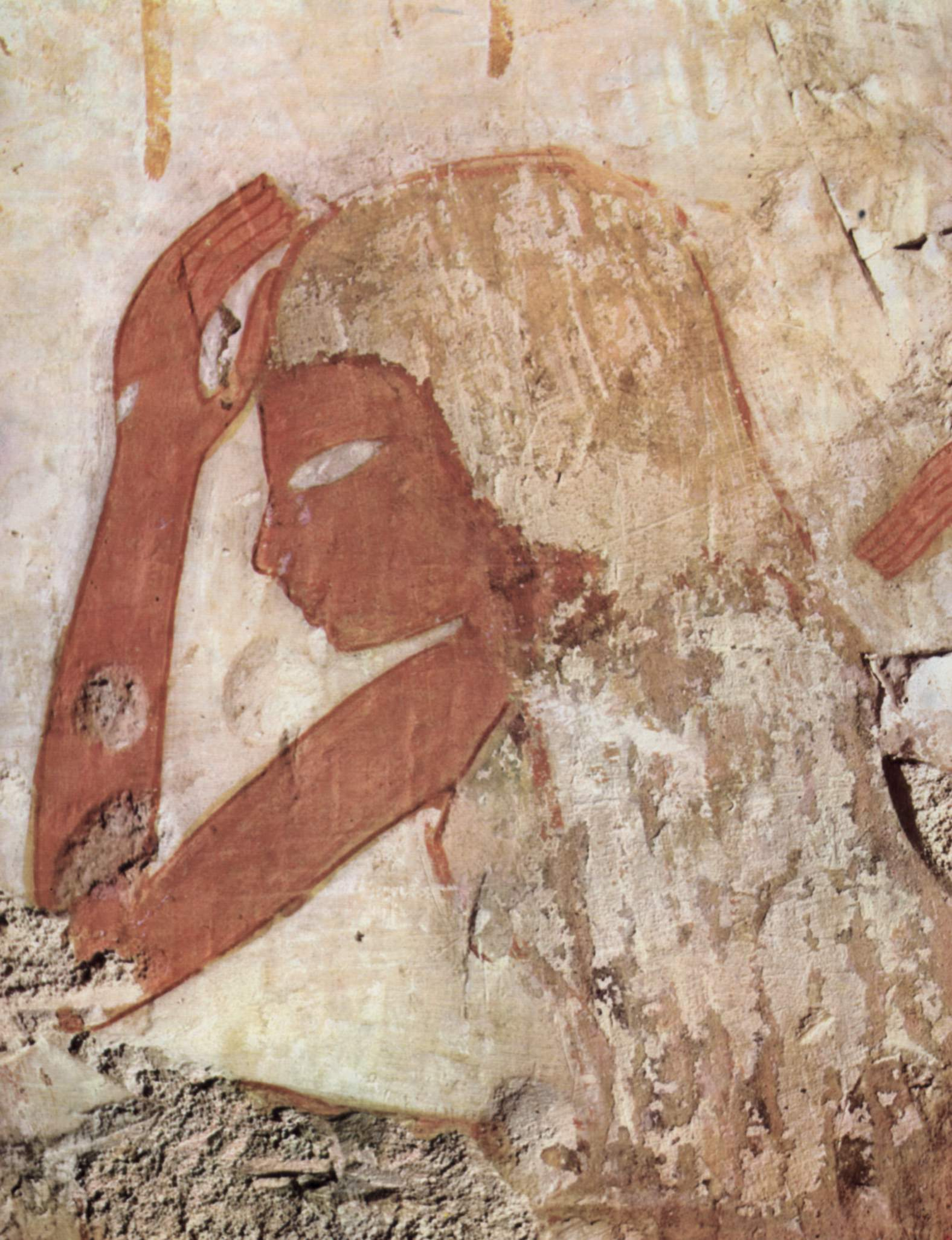
Grab des Userhet
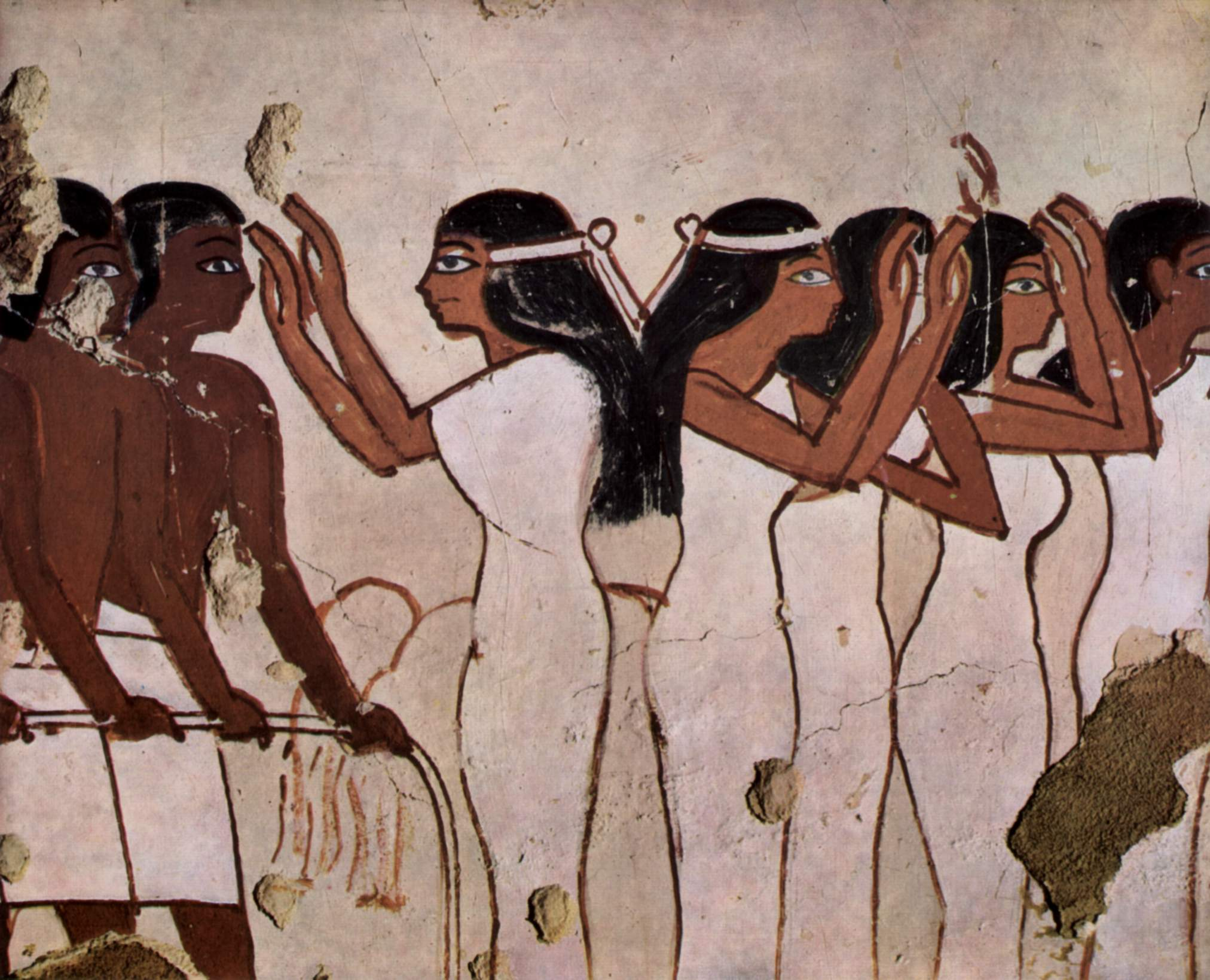
Grab des Haremhab
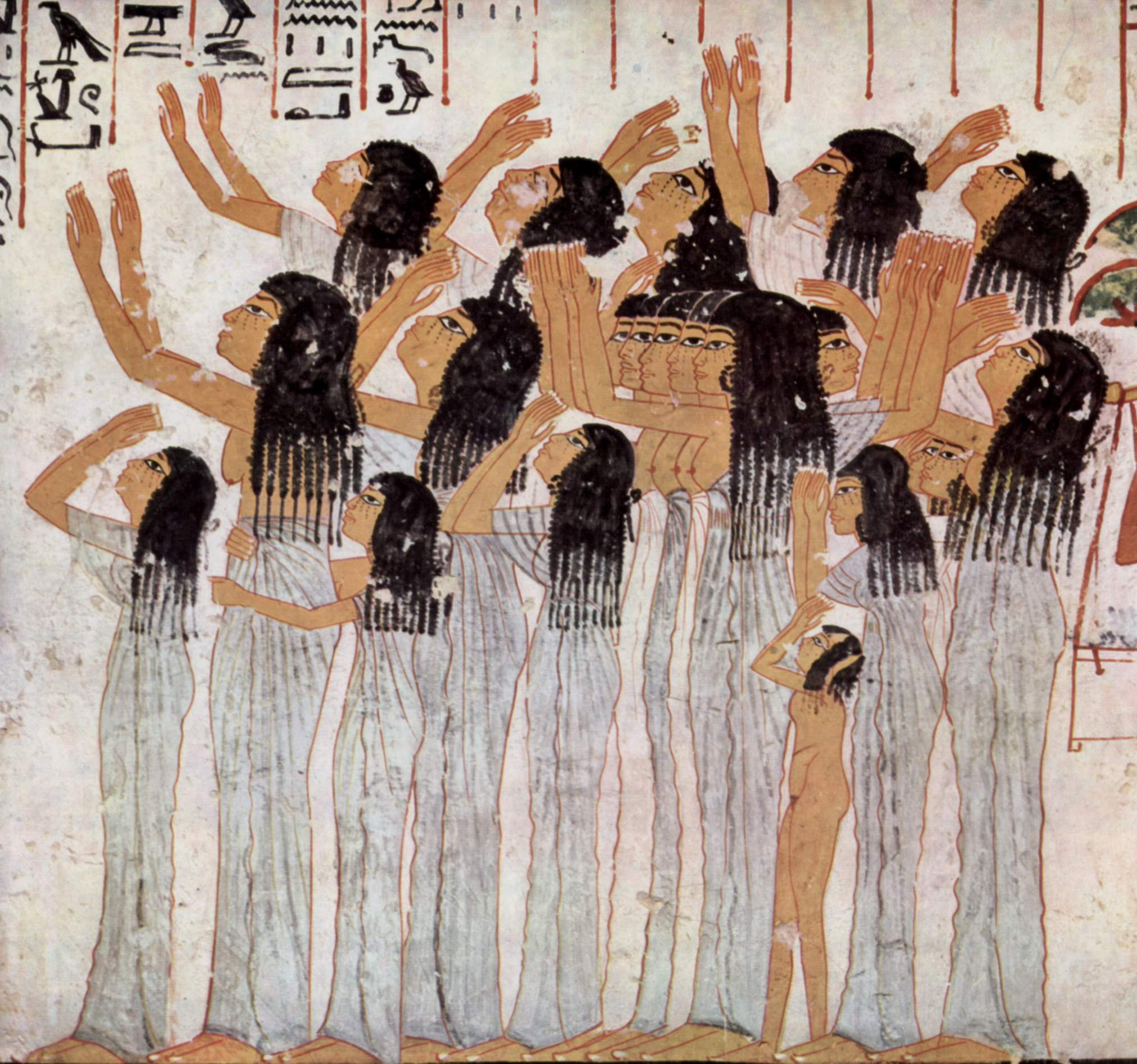
Grab des Ramose (TT55)